# Leander (Schiff, 1992)
Die Leander ist eine 1992 von der Peene-Werft gebaute Megayacht im Besitz des Multimillionärs Donald Gosling. In der Liste der längsten Motoryachten steht sie derzeit auf Platz 115 (Stand: Mai 2019).

## Geschichte und Aufbau
Ende der 1980er Jahre wurde der deutsche Bootskonstrukteur Kusch Yachts durch den britischen Offizier Timothy Landon mit der Entwicklung einer Yacht beauftragt. Dieser erteilte der ostdeutschen Peene-Werft den Auftrag. Die Yacht wurde aus einem Stahlrumpf mit Wulstbug gebaut, der Decksaufbau mit insgesamt sechs Decks besteht aus Aluminium. Der Innenausbau wurde ursprünglich in Hamburg durch den Innenarchitekten Heinz Vollers sowie die englischen Designerinnen Katalin Landon und Pauline Nunns bestimmt – die Yacht wurde 1998 überholt.
Vor Abschluss der Endarbeiten wurde die Yacht an Sir Gosling, der mit dem Besitz von Parkhäusern in Großbritannien zu Geld gekommen war, verkauft. Gosling, ehemaliger Offizier der Royal Navy, benannte die Yacht nach dem ersten Schiff, auf dem er gedient hat, Leander.
Der offizielle Registerhafen der Yacht ist Hamilton, beheimatet ist die mit einem Hubschrauberlandeplatz ausgestattete Yacht in der „Bucht der Milliardäre“ in Antibes an der Französischen Riviera.

## Charter
Die Leander ist für bis zu 12 Gäste zertifiziert und wird mit einer Crew von 24 Personen betrieben. Die wöchentliche Mietgebühr beträgt rund 500.000 US-Dollar (durch die Registrierung auf den Bermudas entfällt die Mehrwertsteuer).
Bekannte Mieter sind Gianni Agnelli und Taki. Auch Camilla und Charles, Mitglieder der Britischen Königsfamilie, haben die Yacht nach Außerbetriebnahme der königlichen Yacht Britannia gemietet.